# Eisenbahnunfall von Planina
Bei dem Eisenbahnunfall von Planina kollidierten am 24. September 1917 vor dem Bahnhof Planina auf der Österreichischen Südbahn entlaufene Wagen eines Militärzugs mit einem folgenden Güterzug. 29 Menschen starben bei dem Unfall.

## Ausgangslage
Der Militärzug 858 befuhr die Südbahn in nördlicher Richtung, diesem folgte der Güterzug 812. Die Strecke steigt vom Bahnhof Rakek zum Bahnhof Planina an.
In Rakek war der Militärzug 858 vorschriftsmäßig kurz nach 2:00 Uhr morgens abgefertigt, der Blockstelle zwischen beiden Bahnhöfen und von dort zum nächst folgenden Bahnhof Planina vorgemeldet worden. Das vorgesehene Einfahrgleis dort war frei, allerdings zeigte zunächst das Einfahrsignal „Halt“ und der Zug kam zum Stehen. Der Fahrdienstleiter von Planina veranlasste, dass das Signal auf „Fahrt frei“ gestellt wurde, ohne zu wissen, dass der Militärzug 858 dort schon wartete.
In Rakek wurde auch der folgende Güterzug vorschriftsmäßig vom Blockwärter zwischen den beiden Bahnhöfen abgefertigt. Da der Streckenabschnitt bis Planina noch nicht frei gemeldet war, hielt dieser den Güterzug an seiner Blockstelle auf.

## Unfallhergang
Der Lokomotivführer des Militärzuges 858 nahm das nun „Fahrt frei“ des Einfahrsignals von Planina aber nicht wahr: Das Formsignal konnte er aufgrund der Dunkelheit nicht erkennen und wegen einer nachlässig aufgehängten Lampe am Signal zeigte dieses ihm nach wie vor ein rotes Licht.
Der Blockwärter gab die Information, dass der Zug 812 nun bei ihm stehe, an den Bahnhof Planina weiter. Der dortige Fahrdienstleiter, der immer noch auf den Militärzug 858 wartete, hielt das – ohne nachzufragen – für eine Verwechslung der Zugnummern und forderte den Blockwärter auf, den Zug weiter fahren zu lassen. Der Güterzug passierte das Vorsignal zum Einfahrsignal von Planina, das „Fahrt frei erwarten“ zeigte. Erst anschließend erkannte er das Zugschlusssignal des vor ihm stehenden Militärzugs. Er löste eine Schnellbremsung aus und gab Warn-Pfiffe ab. Der Lokomotivführer des Militärzugs 858 erfasste die Situation sofort und versuchte, seinen Zug möglichst schnell zu beschleunigen. Dass geschah aber so heftig, dass die Kupplungen des Zuges an drei Stellen rissen. Der letzte Teil des Zuges, eine Gruppe von drei abgerissenen Wagen, rollte nun im Gefälle auf den Güterzug zu. Die Kollision erfolgte um 2:17 Uhr zwischen den entlaufenen Wagen und dem Güterzug. Die entlaufenen Wagen, die Lokomotive des Güterzugs und dessen erste sechs Wagen wurden dabei zerstört.

## Folgen
29 Menschen – 27 Soldaten und zwei Eisenbahner – starben bei dem Unfall, 51 Menschen wurden darüber hinaus verletzt.